# Testiera cornuta di Torrs
La testiera cornuta di Torrs o testiera e corna di Torrs è un insieme di manufatti bronzei dell'età del ferro, ora nel National Museum of Scotland, la cui attuale composizione in un pezzo unico nasconde in realtà origini e fusioni diverse che concorrono a rendere questi "famosi e controversi" oggetti una continua fonte di dibattito tra gli studiosi. La maggior parte delle teorie vuole le corna aggiunte alla testiera in una data posteriore ma non è chiaro se esse siano state originariamente realizzate per tale scopo: una teoria, ad esempio, le vorrebbe come supporti di un corno potorio. I tre pezzi sono decorati secondo stilemi del tardo stile di La Tène, cioè l'arte celtica dell'età del ferro. Le date attribuite agli elementi variano ma sono tipicamente intorno al 200 a.C. ed è generalmente accettato che le corna siano un po' più tarde della testiera e di stile piuttosto diverso.
Qualunque fossero l'aspetto e le funzioni originali degli oggetti e ovunque siano stati realizzati, essi sono progettati in modo molto fine e abilmente eseguiti e fanno parte di un piccolo gruppo sopravvissuto di elaborati oggetti in metallo trovati nelle isole britanniche e commissionati dalle élite dell'età del ferro britannica e irlandese negli ultimi secoli prima dell'arrivo dei Romani.

## Ritrovamento
I manufatti sono stati trovati insieme negli anni venti del XIX secolo, comunque "prima del 1829", in una torbiera a Torrs Loch, Castle Douglas, Kelton, nella storica contea scozzese di Kirkcudbright, Dumfries e Galloway. Il contesto suggerisce che si trattasse di un deposito votivo nel lago il cui letto prosciugato ospita oggi la palude. Si pensava che le corna si fossero staccate dalla testiera al momento del ritrovamento ma un articolo di giornale contemporaneo recentemente riscoperto le riporta come attaccate. I pezzi sono pervenuti, tramite l'antiquario locale e autore Joseph Train FSA Scot (1779-1852), al romanziere Sir Walter Scott che li espose composti alla Abbotsford House, aperta al pubblico dal 1833 subito dopo la morte di Scott. Le corna sono attualmente esposte fissate sulla testiera, rivolte all'indietro, ma originariamente erano montate rivolte in avanti, e sono state anche esposte staccate dalla testiera. Una replica è esposta ad Abbotsford.

## Descrizione
La testiera è decorata a sbalzo con motivi vegetali, spirali di tromba e teste di uccello, mentre le corna hanno una decorazione incisa "audacemente asimmetrica" comprendente un volto umano. L'unico completo termina con una testa di uccello modellata; è stato suggerito che questo rappresenti specificamente la testa di un'anatra mestolone settentrionale, probabilmente in origine aveva occhi di corallo; l'altro corno non ha la punta. La testiera ha fori per le orecchie del pony. L'angolazione data al pezzo per l'esposizione, come nella foto qui al lato, è studiata per mostrare chiaramente la decorazione e corrisponde a quella che avrebbe la testiera montata sulla testa d'un cavallo. Le foto sul sito del museo mostrano l'angolo normale quando indossata correttamente, con i bordi sui lati approssimativamente paralleli al suolo.
La decorazione incisa sulle corna è descritta da Lloyd Laing come "molto ben incisa e molto elaborata; ogni motivo inizia con un elemento circolare yin-yang e si gonfia verso l'esterno in un disegno centrale prima di ridursi in una delicata punta a forma di ventaglio. Una minuscola maschera umana a pieno facciale è stata incorporata nell'elemento centrale del corno più grande."
La testiera misura 10,5 pollici di lunghezza e il corno completo 16,5 pollici lungo la curva. Queste dimensioni significano che il cavallo cui era destinata la terriera "avrebbe dovuto essere molto piccolo". La testiera presenta un grosso pezzo mancante nella parte posteriore e tre antiche riparazioni, con piattini, ciascuno decorato con motivi propri; nella fotografia qui se ne vede uno tra il foro dell'orecchio e il corno vicino, un altro verticale vicino al bordo anteriore del cappuccio.

## Contesto artistico

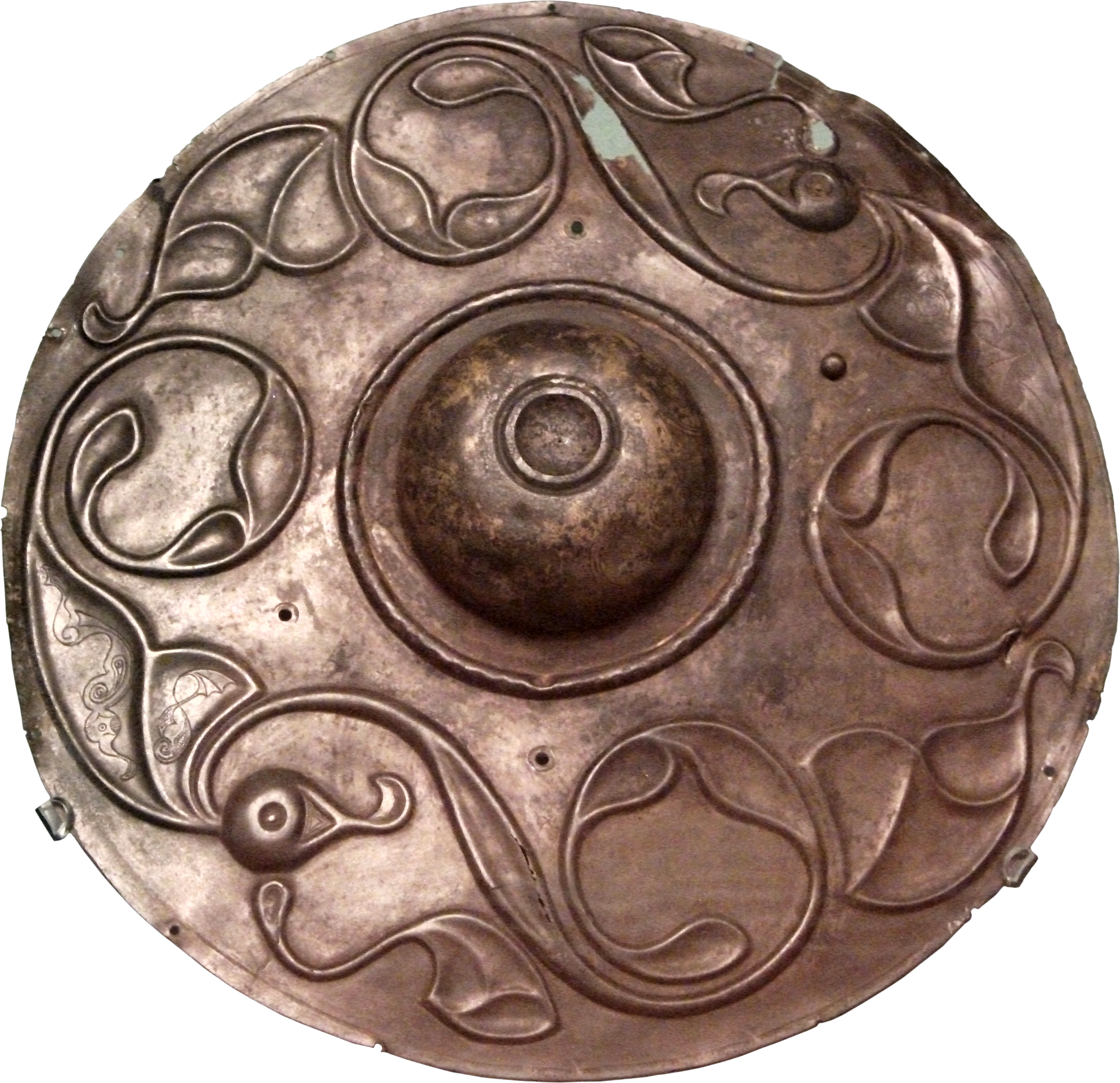
Umbone dello Scudo di Wandsworth (British Museum) - l'incisione (in basso a sx) è molto simile a quella delle corna di Torrs

Le corna e la testiera fanno parte di un piccolo gruppo di oggetti riccamente decorati che sono la principale testimonianza di una delle ultime fasi dello stile "La Tène insulare" in Gran Bretagna e Irlanda, noto come "Stile IV" in un'estensione dello schema originariamente ideato da De Navarro per i lavori continentali. Altri oggetti di questo raggruppamento sono gli scudi di Battersea, Witham, e, opera questa strettamente correlata ai pezzi di Torrs, l'umbone dello scudo di bronzo trovato nel Tamigi a Wandsworth (Londra), nella misura in cui Piggot designa uno "stile Torrs-Wandsworth". Tutti e tre gli scudi sono nel British Museum. Il gruppo include altri oggetti provenienti dalla Gran Bretagna e dall'Irlanda.
In contesto scozzese, la testiera è uno dei principali esempi del c.d. "stile Galloway" lateniano, strettamente correlato all'arte dell'Irlanda del Nord, a breve distanza attraverso il Mare d'Irlanda. Altri studiosi vorrebbero i invece pezzi importati, forse dall'Inghilterra centro-orientale.

## Funzione
La testiera è uno dei principali esempi celtici di armatura da cavallo ma secondo alcuni avrebbe potuto essere una maschera rituale ad uso umano, opinione già avanzata dagli antiquari locali che per primi esaminarono l'oggetto: nella prima pubblicazione relativa al pezzo, datata 1841, fu infatti descritta come "maschera per la testa d'un giullare", datata conseguentemente al Medioevo, da agganciarsi tramite cinghie di cuoio e con un pennacchio che saliva dalla parte superiore. Non si conosce nessun'altra testiera dei tempi antichi ma sembrano esserci esempi celtici e greci classici in materiali come il cuoio bollito, incluso uno proveniente da Trimontium (Scozia), un avamposto romano. Un'altra possibilità è che fosse posizionata sopra una statua di culto in legno di un cavallo, cosa che aiuterebbe a spiegarne le piccole dimensioni.

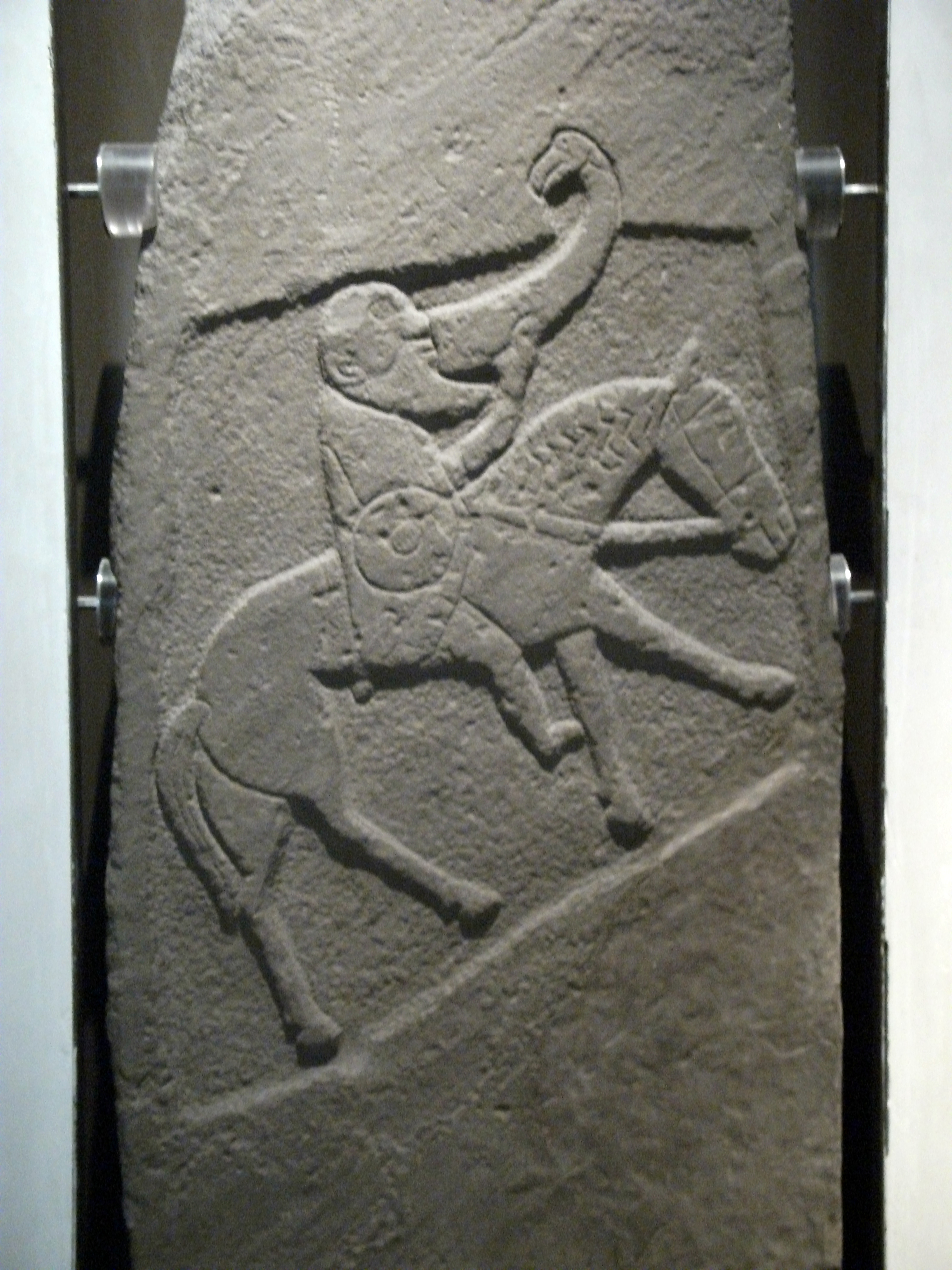
Dettaglio dalla Pietra Pitta di Bullion Stone - cavaliere con corno potorio decorato da testa di uccello, Angus, X secolo.

La teoria che le corna fossero montature di un corno potorio non precedentemente parte della testiera fu proposta per la prima volta dai professori Piggott e Atkinson nel 1955, e fu ampiamente accettata per circa tre decenni, portando le corna a essere staccate dal cappuccio ed esposte separatamente. La testa dell'uccello superstite sul corno è paragonabile a molto più tardi esempi altomedievali da sepolture anglosassoni (es. sepolcro di Sutton Hoo e sepolcro di Taplow) così come contesti irlandesi e pitti, che sono noti o si presume abbiano decorato le punte di corna da bere. Tuttavia la teoria dipendeva dal presupposto che i fori e i rivetti utilizzati per fissare le corna alla testiera fossero tutti opera di un restauratore del XIX secolo. Successive indagini suggerirono che in realtà non era così, e "l'opinione è tornata indietro" per supportare la ricostruzione originale, e alla fine degli anni 1960 Piggott e Atkinson preferirono "pensare alle corna come terminali a giogo" per i carri. Resta la possibilità che le corna siano state realizzate per una diversa funzione, ma successivamente attaccate al cappuccio un po' prima del suo deposito.
Sebbene non siano stati effettuati ritrovamenti comparabili effettivi, alcuni parallelismi sono stati suggeriti nelle rappresentazioni di cappucci simili, tra cui una figura del mitico cavallo Pegaso su una moneta di Tasciovano, il capo in gran parte romanizzato che governò i Catuvellauni da Verlamion (St Albans) tra circa 20 a.C. e 9 d.C., ed era il padre di Cunobelino. Il Pegaso sembra indossare un berretto dal quale si levano due corna nodose. I resti di cavalli trovati nelle tombe della cultura Pazyryk dell'età del ferro in Siberia erano dotati di maschere a forma di teste di cervo, complete di corna (un altro esempio) o corna (un altro esempio). Nel luglio 2015, una sepoltura dell'età del ferro di ossa di animali accuratamente sistemate che includeva un teschio di cavallo con il corno di una mucca sulla fronte è stata portata alla luce nel Dorset, in Inghilterra.

### Esplicative
1. ↑  Relativamente alle corna, "una reminiscenza di conservatorismo celtico" secondo Laing, p. 71.
2. ↑  Laing 1979, p. 70 - L'obiezione che le corna fossero una forma "incongrua" per i terminali del convenzionale corno di vacca o di bue ha portato a suggerire che fossero corni di uro

### Bibliografiche
1. 1 2 3  Laings, p. 102.
2. ↑  Sandars 1968, pp. 260-261.
3. ↑  Hennig 1995, p. 18.
4. ↑  Laings, pp. 101-104.
5. ↑  Sandars 1968, pp. 258-268.
6. 1 2  Smith 1870, p. 334.
7. ↑  Sandars 1968, tav. 286.
8. ↑  Laing 1979, p. 31.
9. ↑  Sandars 1968, pp. 260-263.
10. 1 2  Laing 1979, p. 70.
11. ↑  Museum of Scotland, Horns page
12. ↑  (EN) Pony cap of bronze, su nms.scran.ac.uk. and from the other side, Museum of Scotland database, accessed 27 June 2011
13. ↑  Sandars 1968, p. 263, fig. 100.
14. ↑  Smith 1870, p. 337.
15. 1 2 3  Henig 1995, p. 18.
16. ↑  Sandars 1968, p. 261, fig. 99, which shows the whole cap as a flat projection; see also cap from the other side, Museum of Scotland database, accessed 27 June 2011.
17. ↑  Laings, pp. 100-107.
18. ↑  Sandars 1968, pp. 260-268.
19. ↑  Kilbride-Jones 1980, pp. 73-76.
20. ↑  (EN) Ritchie JNG e Ritchie A, Scotland, archaeology and early history, Edinburgh University Press, 5 December 1991,  p. 119, ISBN 978-0-7486-0291-9.
21. ↑  (EN) Harding DW, The Iron Age in northern Britain: Celts and Romans, natives and invaders, Routledge, 2004,  p. 82, ISBN 978-0-415-30149-7.
22. ↑  Green 1998, p. 135, citando il lavoro di Jope 1983
23. ↑  Smith 1870, pp. 334-335.
24. ↑  Pony cap of bronze, Museum of Scotland database, accessed 27 June 2011 (with a better view of the engraving)
25. 1 2 3  Henig 1974, p. 374.
26. ↑  Piggott-Atkinson 1955, pp. 234-235.
27. ↑  Youngs 1989, p. 62, nn. 53-54 del catalogo per gli esempi irlandesi.
28. ↑  Laing 1979, p. 71.
29. ↑   Keys D, The boneyard of the bizarre that rewrites our Celtic past to include hybrid-animal monster myths, in The Independent, 10 July 2015. URL consultato il 30 October 2016.